# Openluchtmuseum Het Hoogeland

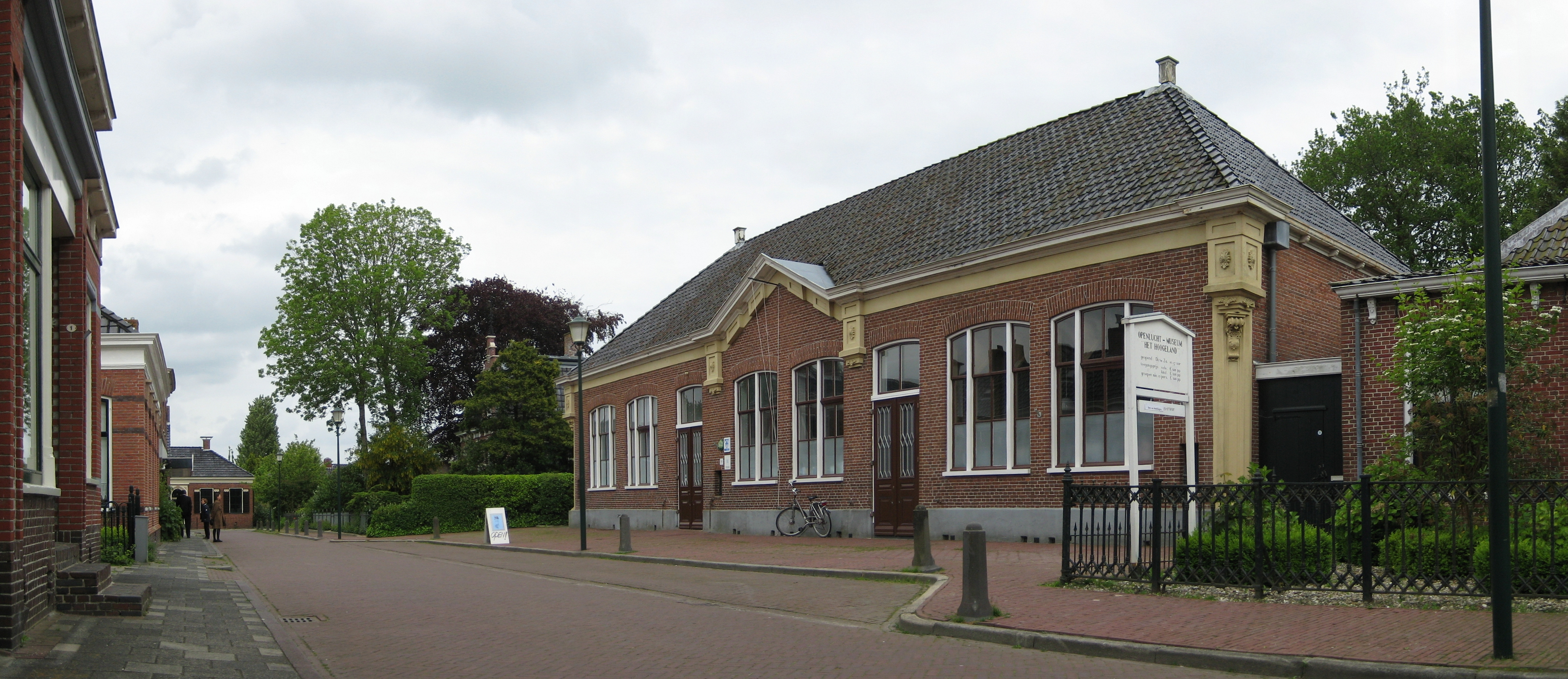
Das Eingangsgebäude des Museums (2009)

Das Openluchtmuseum Het Hoogeland ist ein Freilichtmuseum im Dorf Warffum in der niederländischen Provinz Groningen. Das Museum befindet sich innerhalb des Dorfes auf einem relativ engem Gelände und besteht im Wesentlichen aus dort in situ erhaltenen Häusern.

## Beschreibung
Der Name des 1959 gegründeten Museums bezieht sich auch die Region Hogeland im Norden der Provinz Groningen. Diese Region, in der auch das Dorf Warffum liegt, ist von fruchtbaren Marschböden geprägt und die Landwirtschaft hat hier über die Jahrhunderte eine wichtige Rolle gespielt.
Das Museum zeigt die Geschichte eines Dorfes auf dem flachen Land bis 1920. Daneben gibt es thematische Ausstellungen zu Handwerken, Kunsthandwerken, Gesundheit und Schulbildung.  Die meisten Gebäude des Freilichtmuseums sind in situ erhalten. Im Lauf der Jahre ist das Museum mit translozierten Gebäuden erweitert worden, einige Gebäude sind bewohnt.

## Museumsgebäude

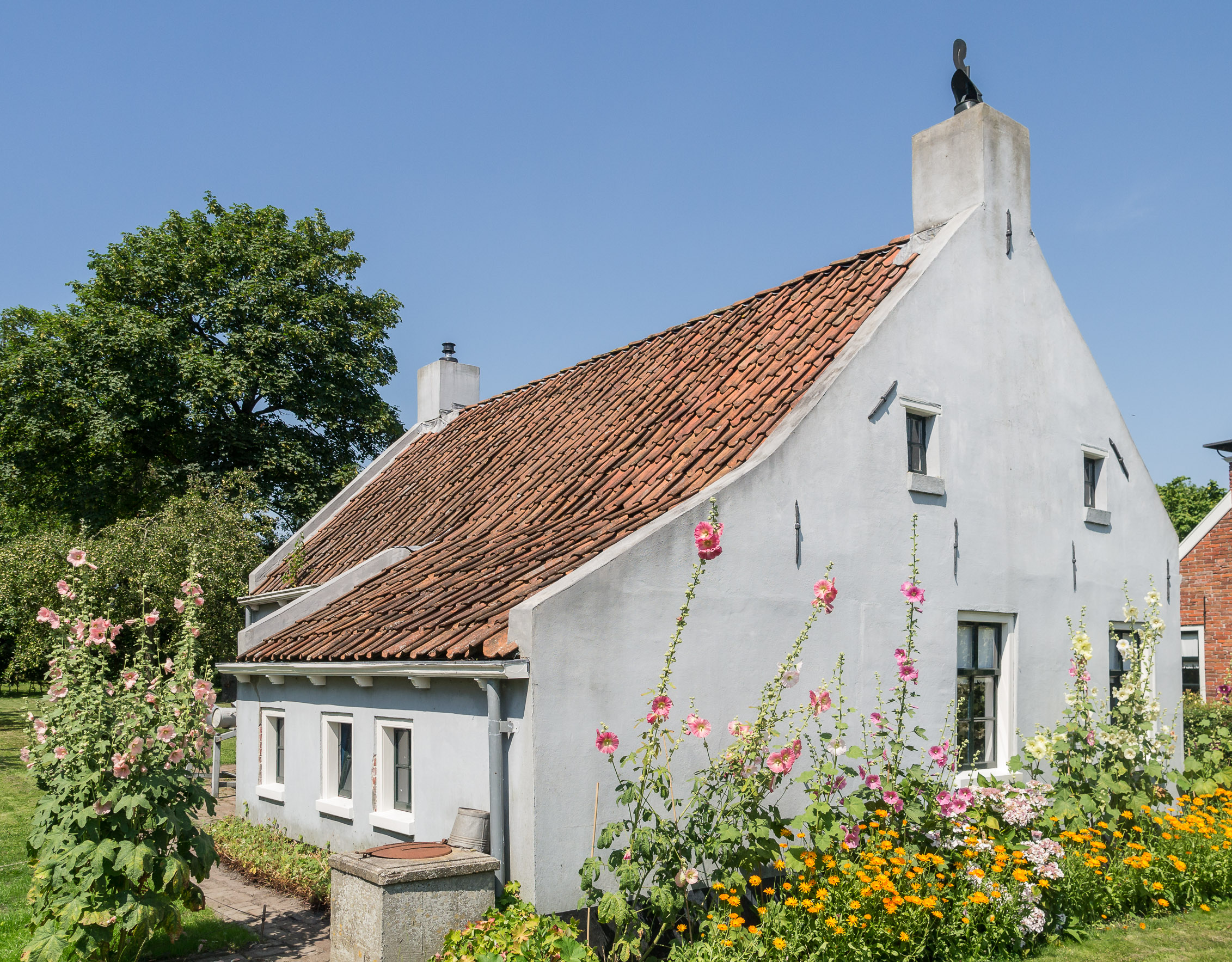
Het Blauhoes (das blaue Haus) (2014)

Die folgenden Häuser finden sich im Museum:
- Das Schulhaus, wird auf das Ende des 19. Jahrhunderts datiert. Es ist heute das Eingangsgebäude des Museums und wird als Ausstellungsgebäude benutzt. Ein Raum ist als ein Klassenzimmer im Jahr 1920 eingerichtet.
- Das Haus Markus, auch als Jüdischer Metzger bekannt, ist die frühere Wohnung des jüdischen Kaufmanns Abraham Markus und einer der vier jüdischen Metzger in Warffum um das Jahr 1900. In dem 1834 gebauten Haus wird in einer Ausstellung das jüdische Leben in Hogeland dargestellt.
- Das Küsterhaus ist die frühere Wohnung des Küsters von Warffum. Zwei Zimmer und Küche sind im Stil des frühen 19. Jahrhunderts der Entstehungszeit des Gebäudes eingerichtet.
- Das Haus Bie Koboa ist eine Kombination von Dorfgasthaus und Dorfladen. Es im Stil von 1850 eingerichtet und nach seiner letzten Besitzerin Jacoba Werkema benannt.
- Das Haus Laméris ist das frühere Wohnhaus des ersten staatlich geprüften Tierarztes  in Warffum, Kornelis Jacobus Laméris. In dem Gebäude befindet sich eine Büro, eine Tierarztpraxis und eine Remise mit Stallungen.
- Das Venhoes, wurde 1790 als Einzimmerwohnung gebaut und ist als Tagelöhnerwohnung eingerichtet. Es ist nach seinem letzten Bewohner  Jantje Venhuizen benannt.
- Das Blauhoes ist ein Deichhaus von 1850 aus Den Andel werd gebouwd. Es ist als Dorfdruckerei und Wohnung der Zeit um 1920 eingerichtet.
- Die Geschichte des Hauses De Vaarverij aus Uithuizen geht bis auf das Jahr 1850 zurück. Es ist im Museum als Wohnung und Lackiererei im Jahre 1900 eingerichtet.
- Das Kapitänshaus Het Schippershoes stammt aus Termunterzijl und wurde 1861 errichtet. Im Inneren ist das Leben eines Seemanns und die Geschichte der im Wattenmeer gelegenen Nordseeinsel Rottumeroog dargestellt.
- Das 1668 gebaute Vrouwe Fransens Gasthuis war ein Hospiz für ältere Frauen reformierten Glaubens aus der Stadt Groningen.
- Die Mühle De David, ist eine kleine windbetriebene 1890 gebaute Sägemühle die aus Thesinge. Sie wurde 2013 komplett renoviert, wieder instand gesetzt und in das Museum übertragen.

Im Museumsgelände steht ein Wohnwagen von etwa 1920, wie er von reisenden Händlern, Stuhlflechter und Scherenschleifern, die in der ganzen Provinz ihre Dienste angeboten hatten, verwendet wurde. Das Museum besitzt weiterhin ein kleines Besucherzentrum (Archeologisch Informatiepunt), das auch als Auditorium genutzt wird und in einem denkmalgeschützten Gebäude das früher als Kindergarten und Sporthalle diente, untergebracht ist.

## Besuch und Programme
Das Museum bietet ein museumspädagogisches Programm an. Für Grundschüler wird ein spezielles Lernpaket angeboten.

## Abbildungen

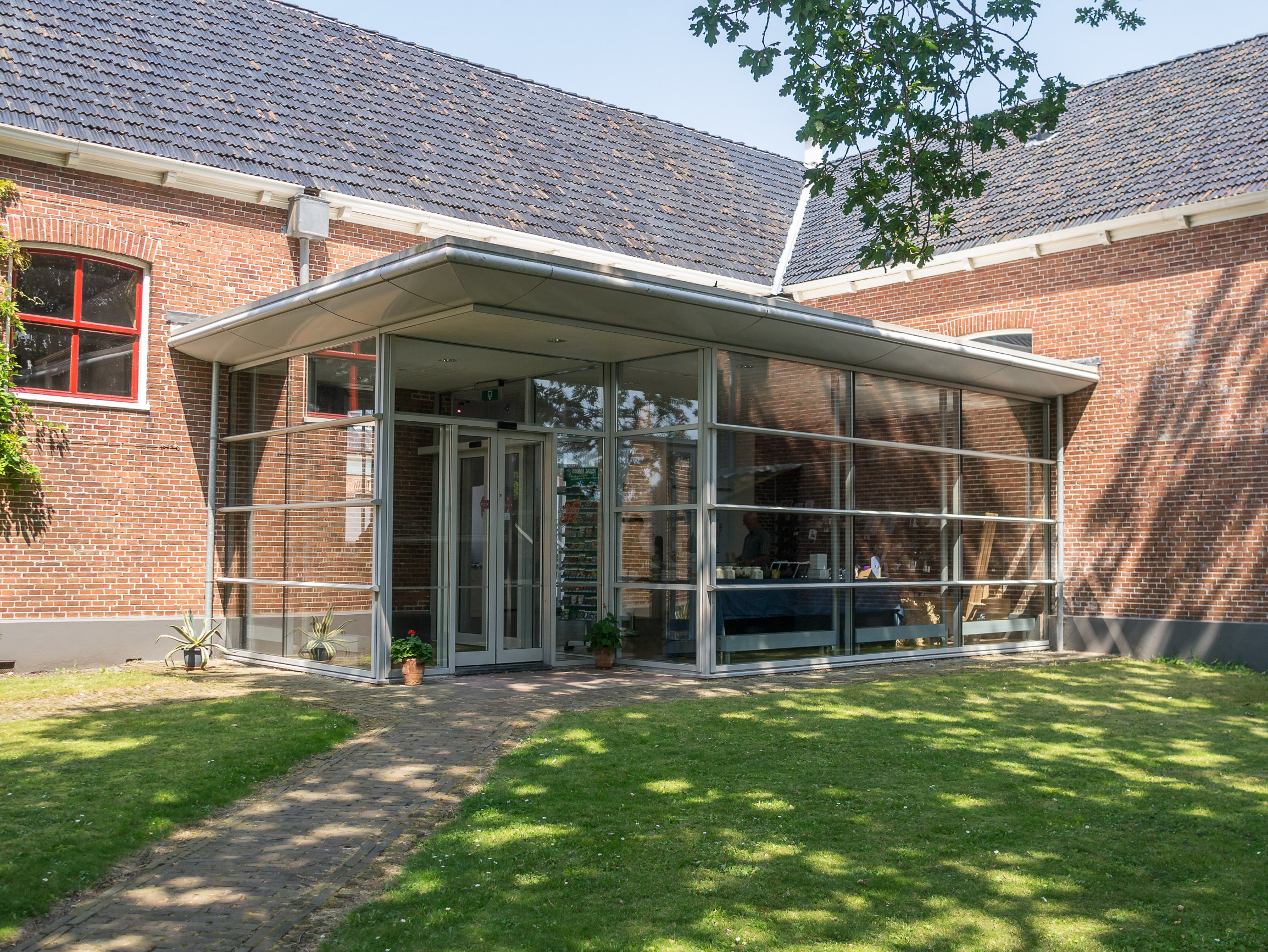
Eingangsgebäude/Schule
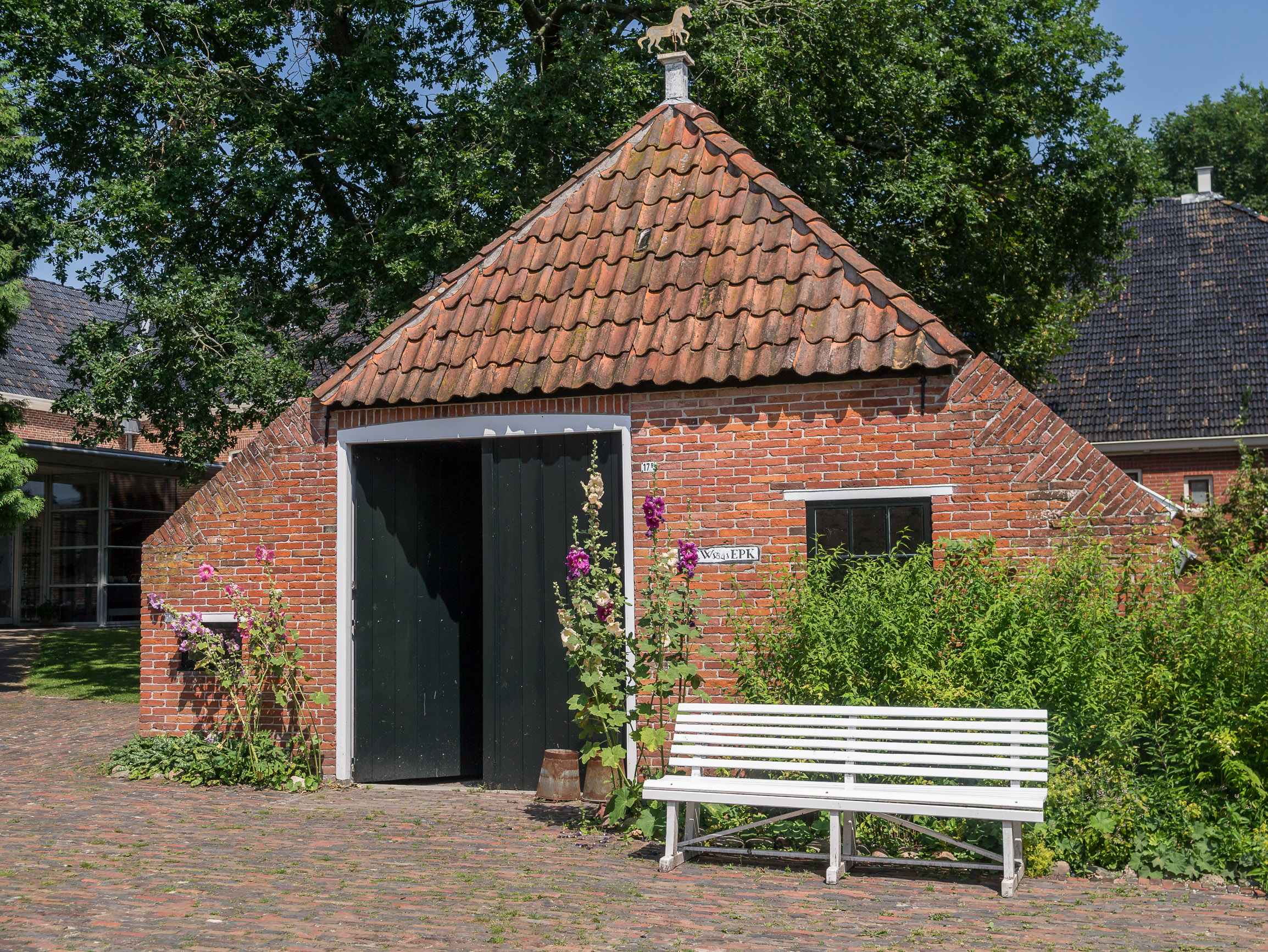
Stallscheune
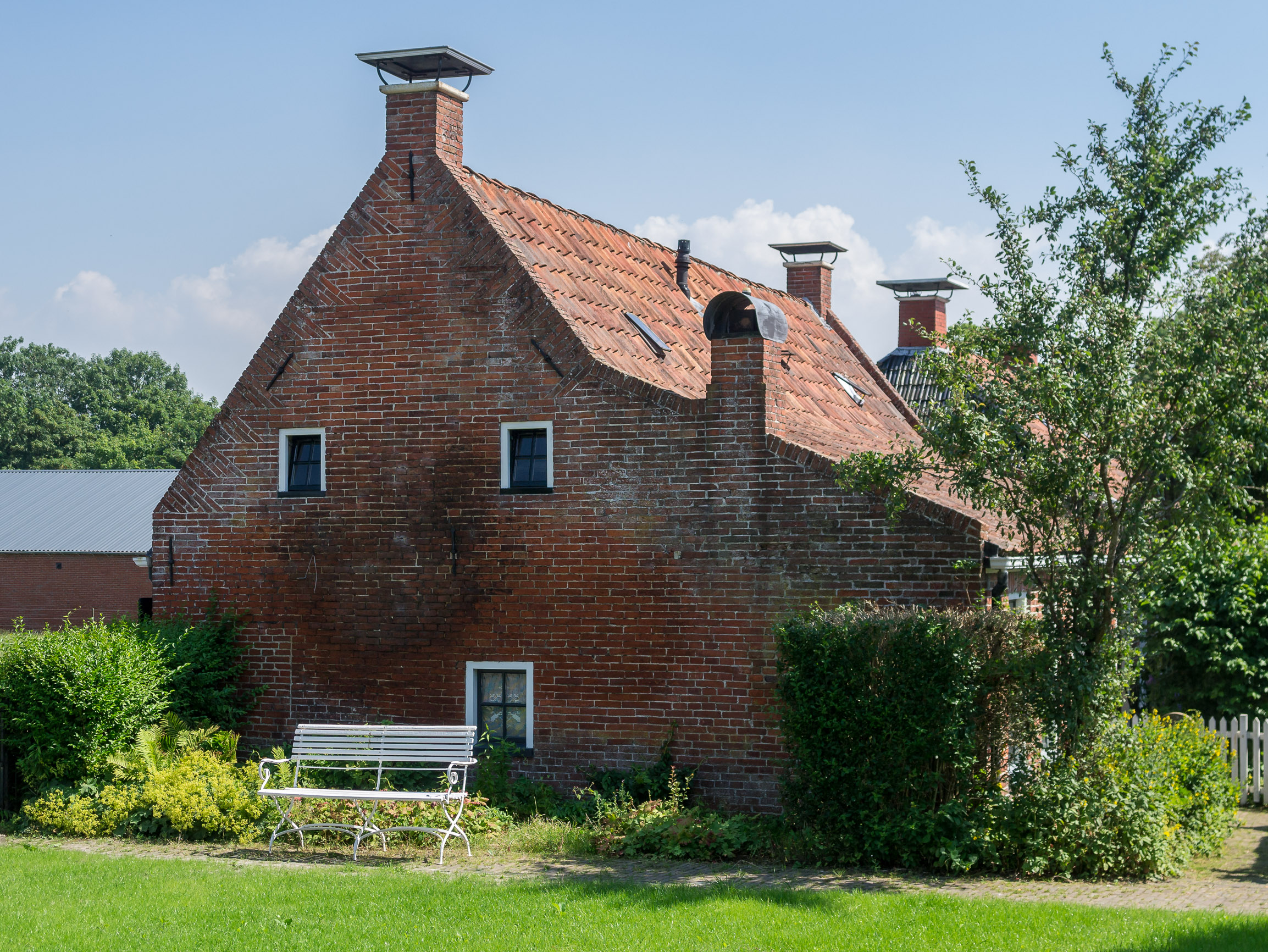
Schlachterei
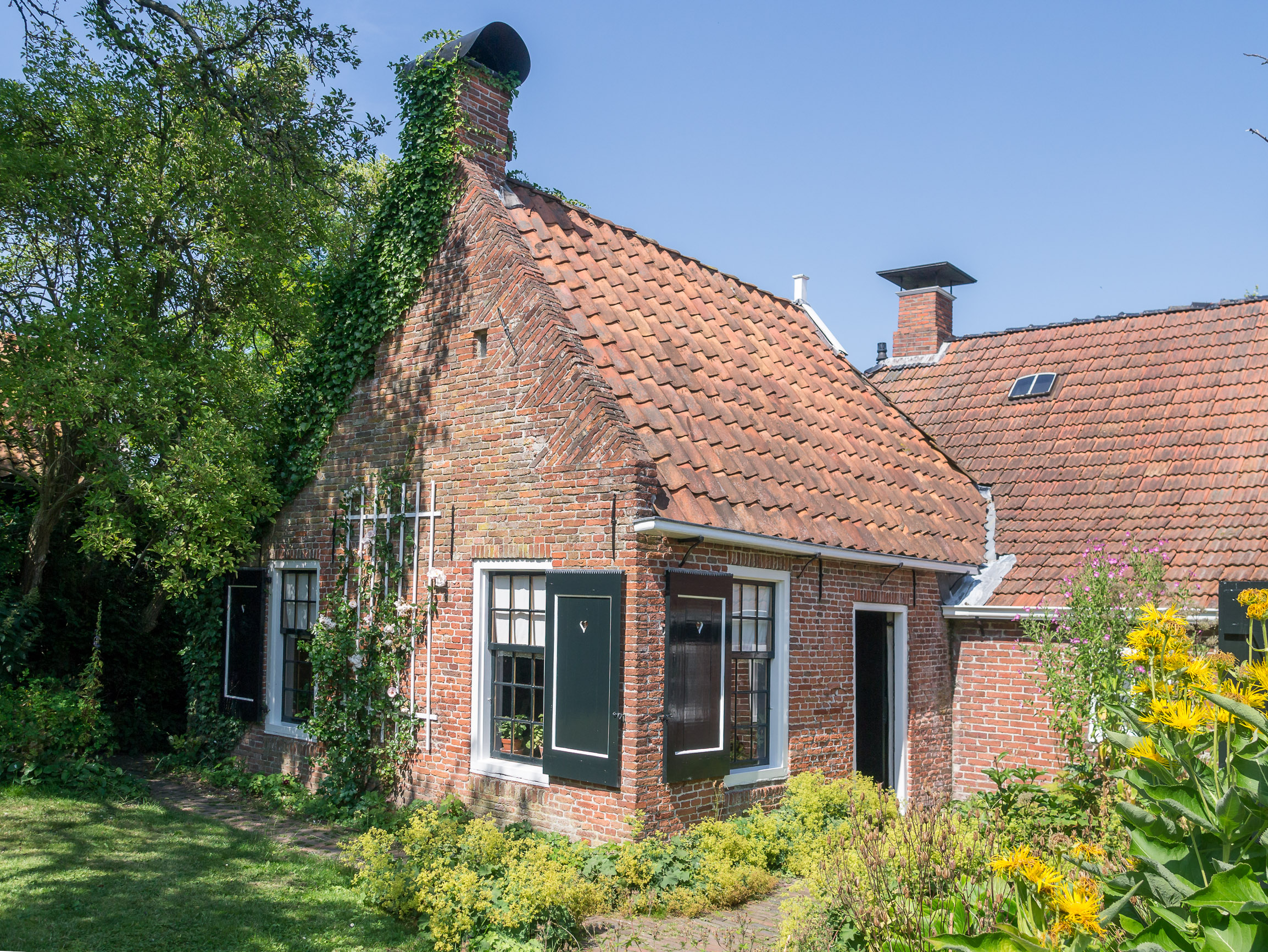
Vennhaus
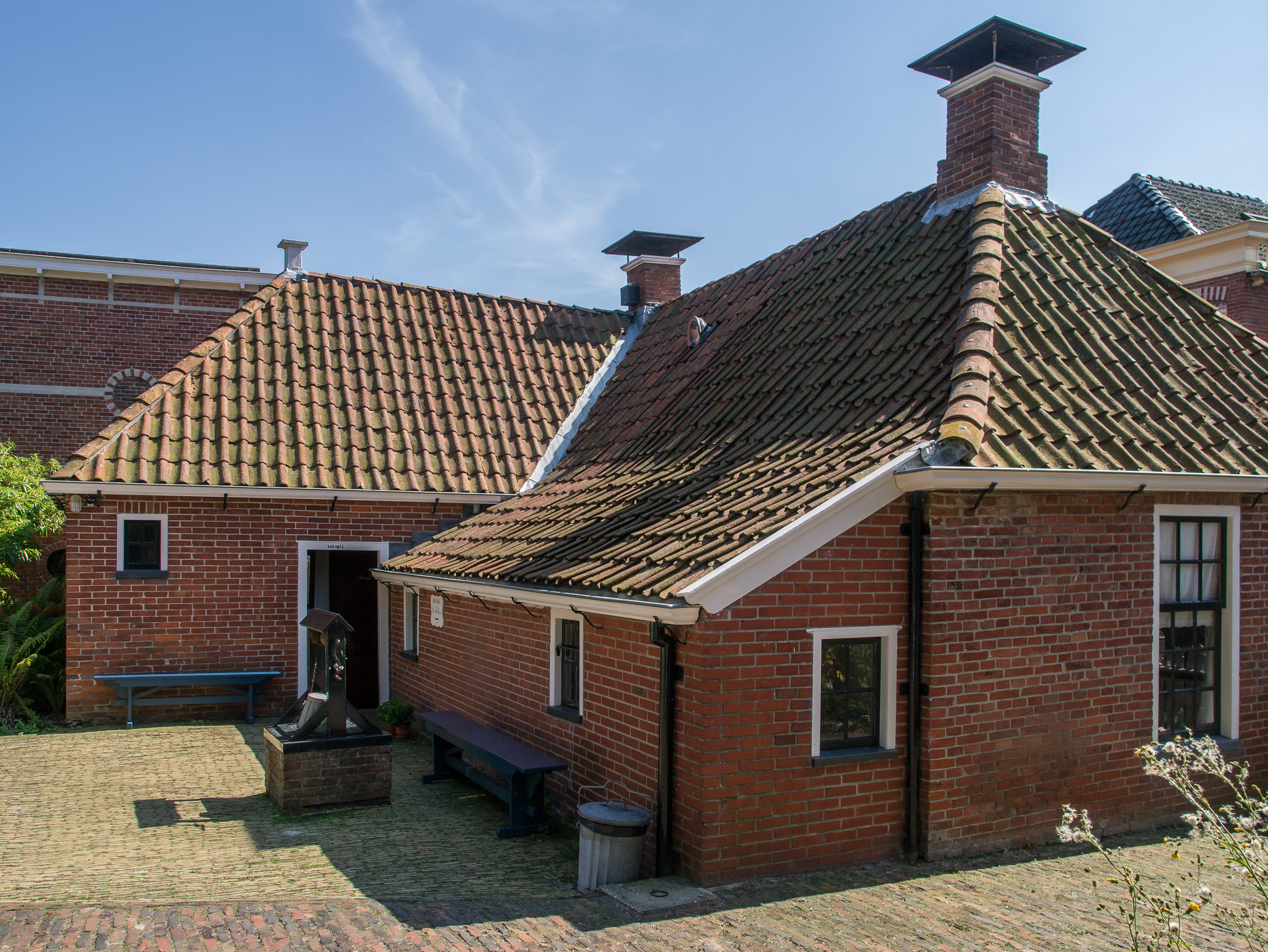
Dorfwirtschaft
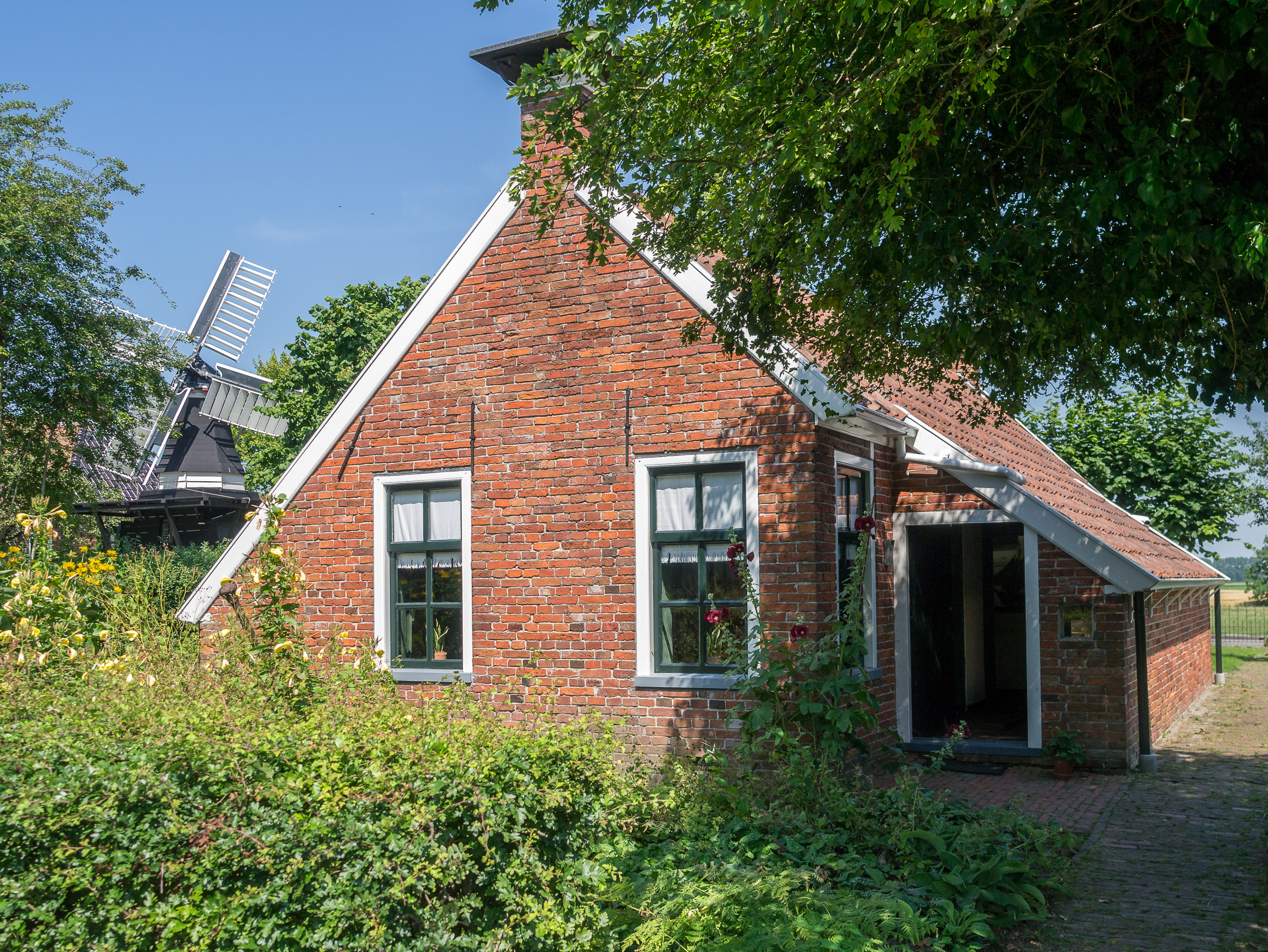
Kapitänshaus
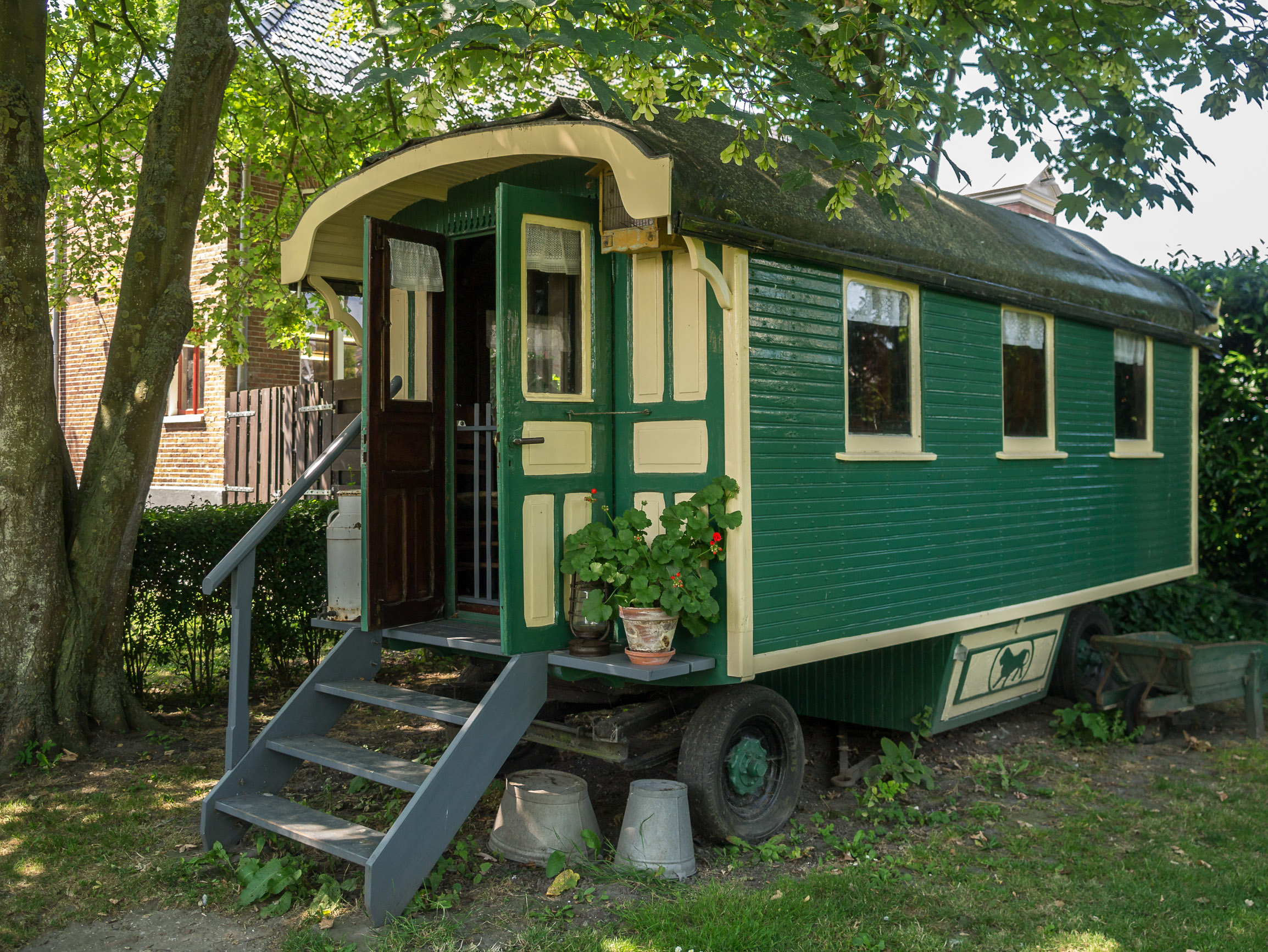
Wohnwagen
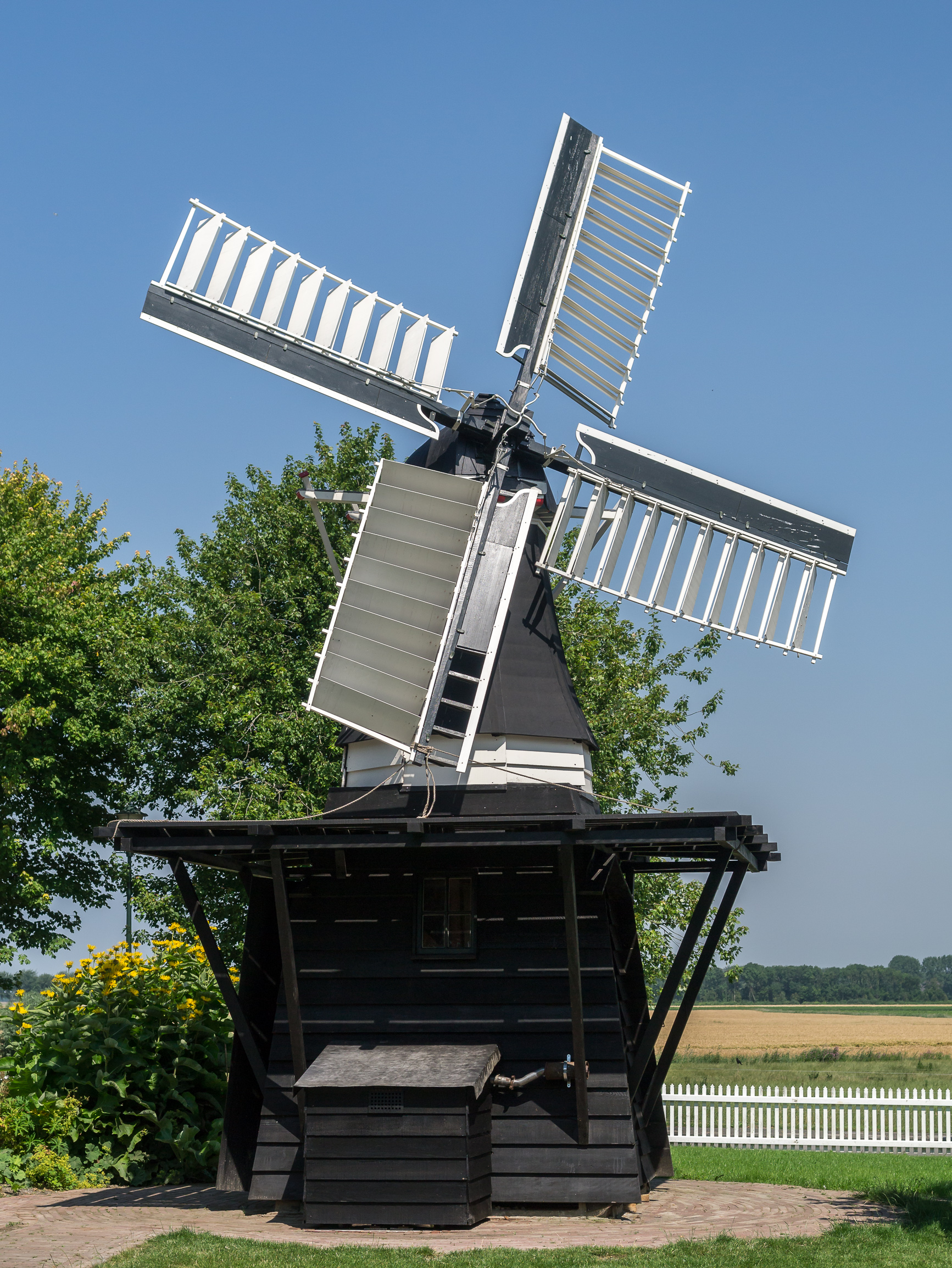
Sägemühle
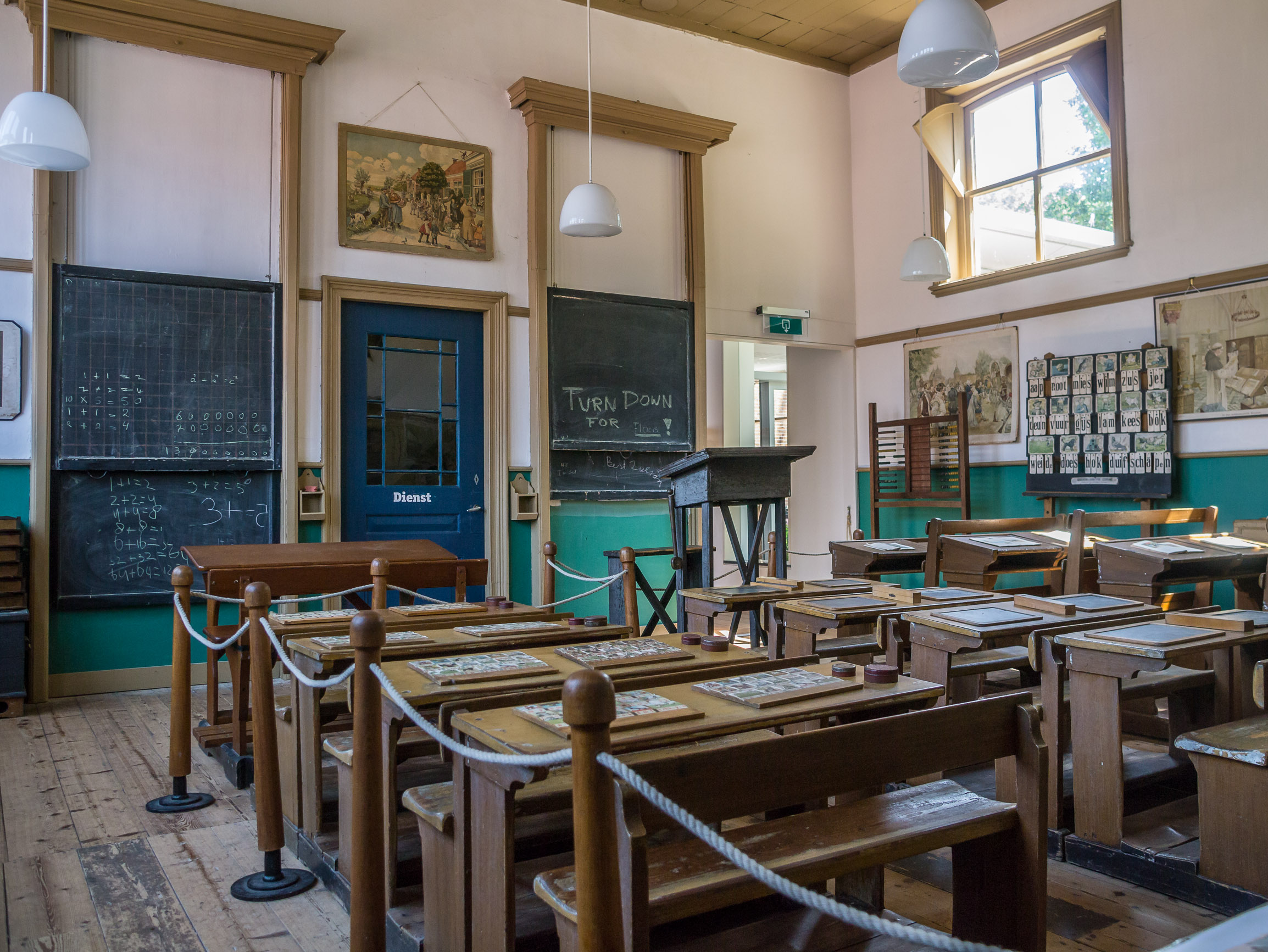
Klassenzimmer